# 長者ヶ平古墳
長者ヶ平古墳（ちょうじゃがなるこふん、向山5号墳）は、鳥取県米子市淀江町福岡にある古墳。形状は帆立貝形古墳。向山古墳群を構成する古墳の1つ。史跡指定はされていない。

## 概要
鳥取県西部、淀江平野東部の向山丘陵の南西端に築造された古墳である。1901年（明治34年）に墳丘が採土され小石槨（箱式石棺）が発見されているほか、1988年（昭和63年）に試掘調査が実施されている。
墳形は、前方部（方形部）が短小な帆立貝形の前方後円形で、方形部を西南西方向に向ける。墳丘外表では葺石・円筒埴輪が検出されている。埋葬施設は後円部（主丘部）における片袖式の横穴式石室で、南東方向に開口する。石室全長が10.3メートルを測る大型の石室である。石室の副葬品としては鉄刀・鉄鉾などが伝わる（現在は所在不明）。また石室の北の小石槨（箱式石棺）からは金銅製冠・金銅製環頭大刀などの豪華な副葬品が検出されている。築造時期は古墳時代後期の6世紀中葉頃と推定される。
なお、向山古墳群16基のうち14基は国の史跡に指定されているが、本古墳は史跡指定外である。

## 遺跡歴
- 江戸時代、盗掘被害。多数の土器・直刀・鉾・馬具の出土（現在は所在不明）[1]。
- 1899年（明治32年）、石室の確認[2]。
- 1901年（明治34年）、墳丘の採土。小石槨の発見および副葬品の出土（現在は東京大学保管）[2]。
- 1988年（昭和63年）、試掘調査（淀江町教育委員会、1990年に報告）[1]。

## 埋葬施設

石室俯瞰図

石室展開図

埋葬施設としては後円部（主丘部）において片袖式（文献によっては羨道が西寄りの両袖式）の横穴式石室が構築されており、南東方向に開口する。石室の規模は次の通り。
- 石室全長：10.3メートル
- 玄室：長さ5.7メートル、幅2.6メートル、高さ2.6メートル

石室は割石・自然石の広口積み・小口積みによる。石室内からは鉄刀・鉄鉾などが出土したという（現在は所在不明）。
石室の北では1901年（明治34年）に小型の石槨（箱式石棺）が確認されている。石槨内からは人骨のほか、金銅製透彫冠・三累環頭把頭1・金銅製三輪玉5・銅鈴6が検出されている。出土品は現在では東京大学で保管されている。

## 関連文献
（記事執筆に使用していない関連文献）
- 『向山古墳群 -向山古墳群・瓶山古墳群・石馬谷古墳の調査-』淀江町教育委員会〈淀江町埋蔵文化財発掘調査報告書第17集〉、1990年。